# Bedevil
Bedevil, estilitzada com beDevil, és una pel·lícula de terror australiana de 1993 dirigida per Tracey Moffatt, el primer llargmetratge dirigit per una dona aborigen australiana.

## Argument
La pel·lícula és una trilogia d'històries de fantasmes surrealistes. Inspirada per les històries de fantasmes que va escoltar de petita tant de les seves famílies extenses d'aborígens com d'irlandesos australians, Moffatt va crear una trilogia en què els personatges estan perseguits pel passat. Les tres històries estan ambientades en el paisatge australià molt estilitzat, hiperreal i hiperimaginari de Moffatt.

### Mr. Chuck
Mr. Chuck és la primera de la sèrie de tres parts que apareix a BeDevil. Explica la història d'un nen aborigen australià perseguit pel fantasma d'un soldat estatunidenc que es va ofegar al pantà al voltant del qual transcorre gran part d'aquest segment. Es presenten diversos esdeveniments no lineals de la infància del nen a través de les perspectives de dos narradors: el nen com un home gran que reflexiona sobre la seva joventut i una dona blanca la família de la qual va participar en la colonització d'aquesta zona d'Austràlia. La pel·lícula segueix el nen mentre observa i interactua amb els colons blancs que estan construint un cinema al cim del pantà, alhora que ocupa una posició de curador dels seus dos germans petits, pateix abusos a mans d'adults de la seva família i té interaccions episòdiques amb el fantasma del soldat estatunidenc. Aquests clips de memòria estan emmarcats pel relat alternatiu dels dos narradors, presentat a l'estil d'una entrevista documental.

### Choo Choo Choo Choo
A les planes desolades de l'interior de Queensland, Ruby (interpretada per la mateixa Moffatt) i la seva família són perseguides per trens invisibles que circulen per una via al costat de casa seva. El fantasma d'una noia assassinada per un tren allunya la Ruby i la seva família. Després de molts anys, en Ruby torna a experimentar una altra vegada la presència fantasmal.

### Lovin' the Spin I'm in
El poble de l'Imelda és illenc de l'estret de Torres. Quan el seu fill Bebe i el seu amor, Minnie, abandonen la seva comunitat per escapar de l'oposició al seu matrimoni, Imelda els segueix fins a un petit poble del nord de Queensland. Una tragèdia: Bebe i Minnie moren, però la parella condemnada mai troba la pau. Els esperits de Minnie i Bebe ballen en un magatzem condemnat i es neguen a marxar.

## Repartiment
- Lex Marinos com a Dimitri
- Tracey Moffatt com a Ruby Morphet
- Riccardo Natoli com a Spiro
- Dina Panozzo com a Voula
- Mawuyul Yanthalawuy com a Maudie
- Les Foxcroft
- Banula Marika com a Stompie Morphet
- Auriel Andrew com a vella Ruby
- Daphne Byers
- Jack Charles com a Rick

## Temes
Moffatt desafia els estereotips racials a la societat australiana.
La narració de contes és una preocupació central de beDevil. Crear i compartir històries és una manera de donar sentit al món, i alhora fomenta i reflecteix les connexions entre el passat i el present, i les persones i els llocs. A través del procés d'explicar-nos les seves històries, cadascun dels narradors de beDevil ens explica històries compartides, una mena de folklore modern. Tot i que això recorda la importància de narrar històries per a les tradicions indígenes, Moffatt afirma explícitament que aquestes històries "venen d'ambdós costats del meu origen: els meus parents blancs i els meus familiars negres". No obstant això, també insisteix que "no crec que puguis anomenar les històries especialment blanques o aborígens". El caràcter híbrid de l'obra de Moffatt reflecteix la manera com ella percep la composició multicultural de la societat australiana, i explica que “és completament natural per a mi representar aquesta barreja de races”. beDevil tracta molt sobre les les seves històries, teixint "una mitologia personal" i presentant imatges que són "tan personals que moltes vegades em fan vergonya".

## Producció
Tracey Moffatt es va acostar a Tony Buckley per produir, ja que estava impressionada per les pel·lícules que havia fet, especialment The Night, the Prowler (1978). Bedevil es va rodar en exteriors a Charleville i Bribie Island, Queensland.

## Estrena
Bedevil es va projectar a la secció Un Certain Regard al 46è Festival Internacional de Cinema de Canes, i també formà part de la secció oficial del XXVI Festival Internacional de Cinema Fantàstic de Sitges, on va guanyar el premi a la millor banda sonora.

## Recepció
Malgrat les bones crítiques de la crítica, la pel·lícula va ser un fracàs de taquilla, amb una recaptació de 27.300 dòlars. De la mateixa manera, el llançament de la banda sonora va fracassar; però, va ser nominada per a un Premi ARIA a la millor banda sonora original, repartiment o àlbum d'espectacles el 1994.

## Taquilla
Bedevil va recaptar 27.300 dòlars a la taquilla d'Austràlia.